# Aldsworth
Aldsworth är en ort och civil parish i Storbritannien.   Den ligger i grevskapet Gloucestershire och riksdelen England, i den södra delen av landet, 120 km väster om huvudstaden London. Aldsworth ligger 125 meter över havet och antalet invånare är 236.
Terrängen runt Aldsworth är platt. Runt Aldsworth är det ganska tätbefolkat, med 72 invånare per kvadratkilometer. Närmaste större samhälle är Witney, 19,3 km öster om Aldsworth. Trakten runt Aldsworth består till största delen av jordbruksmark.